# Vláda Raula Chadžimby
Vláda Raula Chadžimby vzešla po předčasných prezidentských volbách v Abcházii v roce 2014 poté, co předešlý prezident Ankvab rezignoval. Trvala do roku 2020, kdy prezident Raul Chadžimba rezignoval na svůj úřad následkem nepokojů, jež vyvrcholily po zrušení výsledků prezidentských voleb v roce 2019.

## Vývoj
- Krátce po svém nástupu do funkce rezignoval ministr zdravotnictví David Gunba, který přiznal premiérovi Butbovi a prezidentovi Chadžimbovi, že se necítí způsobilým k tomu vést ministerstvo a splnit své úkoly. 28. října 2014 tedy Chadžimba jeho rezignaci přijal a jmenoval novým ministrem zdravotnictví Andzora Goova.[1]
- 13. března 2015 rozhodl prezident Chadžimba o vyčlenění resortů rekreace a turistiky z ministerstva hospodářství a ministrem rekreace a turistiky jmenoval Avtandila Garckiju, jenž před tím působil jako úřadující tajemník bezpečnostní rady státu poté, co rezignoval předešlý prezident Ankvab.[2]
- 16. března 2015 byl z funkce premiéra odvolán Beslan Butba, přičemž byl dočasně pověřen výkonem funkce předsedy vlády první místopředseda Šamil Adzynba.[3] Butba na tiskové konferenci, jež se odehrála bezprostředně po jeho odvolání, prohlásil že se chystal tak jako tak na funkci rezignovat a prezident Chadžimba o jeho úmyslu dobře věděl. Dodal, že celá prezidentská kancelář už dříve převzala mnoho odpovědnosti a úkolů předsedy vlády, čímž v podstatě vytvořila „stínovou vládu“ vůči právoplatnému premiérovi. Abcházií se proslýchalo, že Butba jednoho dne ve funkci skončí, už od doby jeho nástupu do premiérského křesla, protože byly známy nejen jeho spory s prezidentem a jejich vzájemný boj o moc, ale také jeho údajně špatný pracovní výkon ve funkci premiéra.[4]
- 20. března Chadžimba jmenoval nového premiéra: bývalého předsedu Jednotné Abcházie Artura Mikvabiju.[5]
- 30. března prezident Chadžimba schválil složení nové vlády a 8. dubna jmenoval nové ministry a o tři dny později i nové státní komisaře. Počet místopředsedů vlády byl snížen na pouze jediného, přičemž byli odvoláni oba dosavadní, Suren Kerseljan i Viktor Chilčevskij a oba nahradil dosavadní zástupce generálního ředitele společnosti Aquafon Dmitrij Serikov. Suren Kerseljan setrval ve funkci ministra práce, zatímco Chilčevskij ve vládě skončil úplně, protože ministerstvo energetiky, dopravy a komunikací bylo bez náhrady úplně zrušeno. Byla obnovena činnost ministerstva daní a poplatků, do jehož čela byl znovu dosazen Rauf Cimcba, který ho vedl už za vlády Ankvaba. Resorty mládeže a sportu byly vyčleněny z ministerstva školství a vědy tak, aby je od teď spravovaly dvě státní komise, do jejichž čel byli jmenováni Alias Avidzba a Bagrat Chutaba. Dále skončili ve funkci ministr zemědělství Rafik Otyrba, jehož nahradil bývalý předseda okresu Gulrypš Timur Ešba, ministr hospodářství Nikolaj Ačba byl nahrazen Agdurem Ardzinba a státní komisař repatriace Chrips Džopva byl nahrazen Vadimem Charazijou.[6][7][8]
- V první polovině května došlo ke dvěma vážným konfliktům mezi policejními důstojníky a členy státní bezpečnostní služby. Ministr vnitra Raul Lolua reagoval na tyto události podáním demise.[9] 14. května ji prezident Chadžimba přijal a novým ministrem jmenoval bývalého prokurátora okresního státního zastupitelství v Gagře Beslana Chagbu.[10][11]
- 26. května Chadžimba jmenoval novou šéfkou personálního odboru vlády Dianu Pilijovou.[12]
- 9. října byl z funkce ministra vnitra odvolán Beslan Chagba a na jeho místo byl dosazen Leonid Dzapšba.[13]
- 4. května 2016 přijal prezident rezignaci zástupce ředitele prezidentské kanceláře Astamura Appby a o dva dny později i ředitele prezidentské kanceláře Astamura Tanii.[14][15] Jejich funkci dočasně vykonával prezidentův zástupce v lidovém shromáždění Dmitrij Šamba. 16. května 2016 prezident jmenoval novým ředitelem prezidentské kanceláře bývalého předsedu okresu Gagra Beslana Barcice.[16]
- Dne 26. července 2016 nastalo zemětřesení ve vládě kvůli násilnostem opozičních aktivistů na ministerstvu vnitra a zpackanému referendu. Toho dne odstoupil z funkce premiéra Artur Mikvabija, aby dle svých slov zmírnil zlobu společnosti, která se stavěla na odpor proti ekonomickým reformám, jež měly stabilizovat ekonomiku země, avšak nechtěl nadále pracovat za takto napjatých podmínek.[17][18][19] Místopředseda vlády Šamil Adzynba se tak musel podruhé během tohoto volebního období dočasně chopit funkce premiéra[18], až nakonec 5. srpna jmenoval prezident nového premiéra, kterým se stal dosavadní ředitel prezidentské kanceláře Beslan Barcic.[20] Novým ředitelem prezidentské kanceláře se znovu stal dočasně místopředseda parlamentu Dmitrij Šamba, než ho 10. října nahradil definitivně Daur Aršba.[21][22]
- 5. září nový premiér dokončil restrukturalizaci svého kabinetu. Byl zrušen post prvního místopředsedy vlády a počet řadových místopředsedů byl rozšířen ze dvou na tři. Kromě toho byla zřízena nová státní komise pro úřední jazyk, jejímž předsedou se stal lingvista Nurbej Lomija.[23][24] Jednotlivé změny ve vládě byly většinou provedeny už v srpnu. 12. srpna byl jmenován místopředsedou vlády Beslan Ešba a další místopředseda vlády Dmitrij Serikov se zároveň stal ministrem financí.[25][26] 15. srpna rezignoval místopředseda vlády Šamil Adzymba s odůvodněním, že se změnami ve vládě došlo k porušování zákona o využívání abcházštiny jako výhradně jednacího jazyka na vládní úrovni.[27] 16. srpna byl jmenován třetí místopředseda vlády Aslan Kobachija, jenž se zároveň stal novým ministrem vnitra.[28] 23. srpna byl vyměněn ministr práce a sociálních věcí, kterým se stal Ruslan Adžba.[29] O den později byl vyměněn i ministr zemědělství, kterým se stal nově Daur Tarba.[30] Ostatní členové vlády byli během těch dvou dní potvrzeni ve funkcích. 30. srpna byl vyměněn státní komisař pro nakládání s majetkem státu, kterým se stal Vachtang Pipija.
- 20. září vydal dosavadní ministr zahraničí Vjačelav Čirikba prohlášení, v němž oznámil svůj konec ve vládě s vysvětlením, že není schopen v současné době plnit své úkoly ministra.[31] Prezidentská kancelář si s ministrem zahraničí přes média vyměnila svá stanoviska, v nichž prezident obvinil Čirikbu z neaktivity a též byl uveřejněn nález kontrolního úřadu o finančních pletichách na ministerstvu.[32] Chadžimba pak 4. října jmenoval nového ministra zahraničí Daura Koveho, který převzal úřad po náměstkovi Olegu Aršbovi, jenž mezitím řídil ministerstvo.[33]
- 1. listopadu došlo k další změně ve vládě. Daur Kurmazija se stal novým ministrem daní a poplatků.[34]
- 10. února 2017 byla ředitelka personálního odboru Úřadu vlády Diana Piliová jmenována ústavní soudkyní, a tak její místo ředitele dočasně zaujmul její zástupce Zurab Maršanija. David Sangulija se o více než půl roku později dne 4. září stal stálou náhradou.[35]
- V červnu 2017 rezignoval ministr zdravotnictví Andzor Goov a nahradil ho Tamaz Cachnakija.[36]
- 12. září 2017 byl jmenován novým předsedou státního výboru pro politiku mládeže jmenován Teimuraz Kvekveskiri.[37]
- 12. října 2017 jmenoval prezident nového ministra vnitra Garriho Aršbu.[38]
- 24. dubna 2018 se prezident rozhodl udělat významné změny ve vládě a dekretem jmenoval premiérem Gennadije Gaguliju.[39] Dosavadní premiér Barcic se přesunul zpět na post ředitele prezidentské kanceláře republiky Abcházie.[40]
- 30. dubna došlo též k výměnám místopředsedů vlády (Astamur Kecba[41] a Roman Šoua[42]) a některých ministrů. Novým ministrem financí se stal Džansuch Nanba.[43]
- 22. srpna 2018 rezignoval viceprezident Vitalij Gabnija na protest proti nečinnosti justice ve věci jeho fyzického napadení, proti bezpráví a na ochranu své osobní cti.[44] Úřad viceprezidenta zůstal poté neobsazen.
- Po tragické smrti premiéra Gaguliji 8. září 2018 byl o den později dočasně pověřen výkonem premiérských povinností první místopředseda Daur Aršba.[45] 18. září 2018 byl do úřadu premiéra uveden řádný Gagulijův nástupce Valerij Bganba.[46]
- 21. září 2018 podal demisi ministr zemědělství Daur Tarba.[47]
- 9. října 2019 byl prezident Chadžimba na základě znovuzvolení o měsíc dříve inaugurován do druhého mandátu. Novým viceprezidentem se stal Aslan Barcic. Následující den přijal Chadžimba demisi vlády ze svého prvního funkčního období.[48]
- 28. října 2019 vydal Chadžimba dekret, kterým provedl restrukturalizaci vlády. Byla zrušena ministerstva rekreace a cestovního ruchu, práce a sociálních věcí, a zemědělství. Rezort sociálních věcí přebralo ministerstvo zdravotnictví, Cestovní ruch a zemědělství nově řídily dva nově vzniklé státní výbory. Státní výbor pro repatriaci se nově stal ministerstvem a státní výbor ekologie a přírody byl úplně zrušen.[49] Téhož dne potvrdil ve funkcích dosavadního premiéra, prvního místopředsedu vlády, ředitele personálního odboru vlády i některé dosavadní ministry či předsedy státních výborů. Novým předsedou státního celního výboru se stal Guram Inapšba.[50] O tři dny později byl jmenován ministrem nového ministerstva demografie Beslan Dbar[51] a předsedou státního výboru rekreace a turistického ruchu dosavadní ministr tohoto rezortu Avtandil Garckija.[52] 6. listopadu byli jmenováni novými předsedy státních výborů standardů Garik Samanba, pro jazykovou politiku Batal Chaguš a nového výboru statistiky Kama Gogijová.[53]
- Po nátlaku 300 protestujících byl 2. prosince 2019 prezidentským dekretem odvolán ministr vnitra Garri Aršba.[54] Dle Chadžimby byly důvodem odvolání hlavně neuspokojivé výsledky vyšetřování kriminálních činů z listopadu toho roku.[55] Vedením ministerstva byl dočasně pověřen náměstek ministra Levan Kvaracchelija.[56] Nástupcem se stal o dva dny později Raul Smyr.[57]
- 12. ledna 2020 pod vlivem protestů opozice, jež vypukly o dva dny dříve po zrušení výsledků prezidentských voleb 2019 Nejvyšším soudem, prezident Chadžimba rezignoval na svůj úřad.[58] Viceprezident Aslan Barcic rezignoval téhož dne také.[59] To znamenalo konec této vlády, jež do jmenování nového prezidenta fungovala jako úřednická. Výkonem prezidentských pravomocí byl Abchazským lidovým shromážděním dočasně pověřen premiér Valerij Bganba. Ten ponechal většinu aparátu ve funkcích. Pouze došlo ke sloučení státních výborů mládeže a sportu. Předsedou nového výboru se stal 16. ledna Idris Kara-Osman-ogly[60]
- 20. ledna 2020 rezignoval první místopředseda vlády Daur Aršba.[61] O dva dny později jmenoval Bganba Beslana Kviciniju dočasným tajemníkem bezpečnostní rady státu.[62]
- 30. ledna 2020 skončil ve funkci předsedy státního výboru mládeže a sportu už po čtrnácti dnech Idris Kara-Osman-ogly a nahradil ho Michail Pikanin[63]
- 24. dubna 2020 v den svého jmenování nový prezident Aslan Bžanija formálně přijal demisi předsedy vlády i ministrů Chadžimbovy vlády, jež k tomuto datu definitivně ukončila svou činnost.[64] Jednotliví ministři byli pověřeni výkonem svých pravomocí do doby, než byli známi jejich nástupci.

## Seznam členů vlády
| |                                                     |                                                     |                                                     |                                                     |                                                     |                                                    |                                                       |                                                       |                                                       |                                                       |                                                       |                                                       |                                                       |                                                    |                                                     |
| Prezidentská kancelář                                                                                           |                                                     |                                                     |                                                     |                                                     |                                                     |                                                    |                                                       |                                                       |                                                       |                                                       |                                                       |                                                       |                                                       |                                                    |                                                     |
| Prezident Abcházie                                                                                              | Raul Chadžimba 25. září 2014 - 12. ledna 2020       | Raul Chadžimba 25. září 2014 - 12. ledna 2020       | Raul Chadžimba 25. září 2014 - 12. ledna 2020       | Raul Chadžimba 25. září 2014 - 12. ledna 2020       | Raul Chadžimba 25. září 2014 - 12. ledna 2020       | Raul Chadžimba 25. září 2014 - 12. ledna 2020      | Raul Chadžimba 25. září 2014 - 12. ledna 2020         | Raul Chadžimba 25. září 2014 - 12. ledna 2020         | Raul Chadžimba 25. září 2014 - 12. ledna 2020         | Raul Chadžimba 25. září 2014 - 12. ledna 2020         | Raul Chadžimba 25. září 2014 - 12. ledna 2020         | Raul Chadžimba 25. září 2014 - 12. ledna 2020         | Raul Chadžimba 25. září 2014 - 12. ledna 2020         | Raul Chadžimba 25. září 2014 - 12. ledna 2020      | Valerij Bganba 13. ledna 2020 - 24. dubna 2020      |
| Viceprezident                                                                                                   | Vitalij Gabnija 25. září 2014 - 22. srpna 2018      | Vitalij Gabnija 25. září 2014 - 22. srpna 2018      | Vitalij Gabnija 25. září 2014 - 22. srpna 2018      | Vitalij Gabnija 25. září 2014 - 22. srpna 2018      | Vitalij Gabnija 25. září 2014 - 22. srpna 2018      | Vitalij Gabnija 25. září 2014 - 22. srpna 2018     | Vitalij Gabnija 25. září 2014 - 22. srpna 2018        | Vitalij Gabnija 25. září 2014 - 22. srpna 2018        | Vitalij Gabnija 25. září 2014 - 22. srpna 2018        | Vitalij Gabnija 25. září 2014 - 22. srpna 2018        | funkce neobsazena                                     | funkce neobsazena                                     | funkce neobsazena                                     | Aslan Barcic 9. října 2019 – 12. ledna 2020        | funkce neobsazena                                   |
| Ředitel prezidentské kanceláře                                                                                  | Astamur Tanija 29. září 2014 - 6. května 2016       | Astamur Tanija 29. září 2014 - 6. května 2016       | Astamur Tanija 29. září 2014 - 6. května 2016       | Astamur Tanija 29. září 2014 - 6. května 2016       | Dmitrij Šamba 6. – 16. května 2016                  | Beslan Barcic 16. května - 5. srpna 2016           | Dmitrij Šamba 5. srpna – 10. října 2016               | Daur Aršba 10. října 2016 - 24. dubna 2018            | Daur Aršba 10. října 2016 - 24. dubna 2018            | Daur Aršba 10. října 2016 - 24. dubna 2018            | Beslan Barcic 25. dubna 2018 - 24. dubna 2020         | Beslan Barcic 25. dubna 2018 - 24. dubna 2020         | Beslan Barcic 25. dubna 2018 - 24. dubna 2020         | Beslan Barcic 25. dubna 2018 - 24. dubna 2020      | Beslan Barcic 25. dubna 2018 - 24. dubna 2020       |
| Tajemník bezpečnostní rady státu                                                                                | Muchamed Kilba 28. října 2014 - 21. ledna 2020      | Muchamed Kilba 28. října 2014 - 21. ledna 2020      | Muchamed Kilba 28. října 2014 - 21. ledna 2020      | Muchamed Kilba 28. října 2014 - 21. ledna 2020      | Muchamed Kilba 28. října 2014 - 21. ledna 2020      | Muchamed Kilba 28. října 2014 - 21. ledna 2020     | Muchamed Kilba 28. října 2014 - 21. ledna 2020        | Muchamed Kilba 28. října 2014 - 21. ledna 2020        | Muchamed Kilba 28. října 2014 - 21. ledna 2020        | Muchamed Kilba 28. října 2014 - 21. ledna 2020        | Muchamed Kilba 28. října 2014 - 21. ledna 2020        | Muchamed Kilba 28. října 2014 - 21. ledna 2020        | Muchamed Kilba 28. října 2014 - 21. ledna 2020        | Muchamed Kilba 28. října 2014 - 21. ledna 2020     | Beslan Kvicinija 22. ledna 2020 - 28. července 2020 |
| Ředitel Státní bezpečnostní služby                                                                              | Zurab Marganija 29. září 2014 - 12. května 2020     | Zurab Marganija 29. září 2014 - 12. května 2020     | Zurab Marganija 29. září 2014 - 12. května 2020     | Zurab Marganija 29. září 2014 - 12. května 2020     | Zurab Marganija 29. září 2014 - 12. května 2020     | Zurab Marganija 29. září 2014 - 12. května 2020    | Zurab Marganija 29. září 2014 - 12. května 2020       | Zurab Marganija 29. září 2014 - 12. května 2020       | Zurab Marganija 29. září 2014 - 12. května 2020       | Zurab Marganija 29. září 2014 - 12. května 2020       | Zurab Marganija 29. září 2014 - 12. května 2020       | Zurab Marganija 29. září 2014 - 12. května 2020       | Zurab Marganija 29. září 2014 - 12. května 2020       | Zurab Marganija 29. září 2014 - 12. května 2020    | Zurab Marganija 29. září 2014 - 12. května 2020     |
| Vláda: |                                                     |                                                     |                                                     |                                                     |                                                     |                                                    |                                                       |                                                       |                                                       |                                                       |                                                       |                                                       |                                                       |                                                    |                                                     |
| Předseda vlády                                                                                                  | Beslan Butba 29. září 2014 – 16. března 2015        | Beslan Butba 29. září 2014 – 16. března 2015        | Šamil Adzynba 16. – 20. března 2015                 | Artur Mikvabija 20. března 2015 - 26. července 2016 | Artur Mikvabija 20. března 2015 - 26. července 2016 | Šamil Adzynba 26. července - 5. srpna 2016         | Beslan Barcic 5. srpna 2016 - 24. dubna 2018          | Beslan Barcic 5. srpna 2016 - 24. dubna 2018          | Beslan Barcic 5. srpna 2016 - 24. dubna 2018          | Beslan Barcic 5. srpna 2016 - 24. dubna 2018          | Gennadij Gagulija 24. dubna 2018 - 8. září 2018       | Daur Aršba 9. září 2018 - 18. září 2018               | Valerij Bganba 18. září 2018 - 24. dubna 2020         | Valerij Bganba 18. září 2018 - 24. dubna 2020      | Valerij Bganba 18. září 2018 - 24. dubna 2020       |
| První místopředseda vlády                                                                                       | Šamil Adzynba 15. října 2014 - 15. srpna 2016       | Šamil Adzynba 15. října 2014 - 15. srpna 2016       | Šamil Adzynba 15. října 2014 - 15. srpna 2016       | Šamil Adzynba 15. října 2014 - 15. srpna 2016       | Šamil Adzynba 15. října 2014 - 15. srpna 2016       | Šamil Adzynba 15. října 2014 - 15. srpna 2016      | funkce neobsazena                                     | funkce neobsazena                                     | funkce neobsazena                                     | funkce neobsazena                                     | Daur Aršba 24. dubna 2018 - 20. ledna 2020            | Daur Aršba 24. dubna 2018 - 20. ledna 2020            | Daur Aršba 24. dubna 2018 - 20. ledna 2020            | Daur Aršba 24. dubna 2018 - 20. ledna 2020         | funkce neobsazena                                   |
| Místopředsedové vlády                                                                                           | Viktor Chilčevskij 15. října 2014 – 8. dubna 2015   | Viktor Chilčevskij 15. října 2014 – 8. dubna 2015   | Viktor Chilčevskij 15. října 2014 – 8. dubna 2015   | Dmitrij Serikov 8. dubna 2015 - 30. dubna 2018      | Dmitrij Serikov 8. dubna 2015 - 30. dubna 2018      | Dmitrij Serikov 8. dubna 2015 - 30. dubna 2018     | Dmitrij Serikov 8. dubna 2015 - 30. dubna 2018        | Dmitrij Serikov 8. dubna 2015 - 30. dubna 2018        | Dmitrij Serikov 8. dubna 2015 - 30. dubna 2018        | Dmitrij Serikov 8. dubna 2015 - 30. dubna 2018        | Džansuch Nanba 30. dubna 2018 - 28. dubna 2020        | Džansuch Nanba 30. dubna 2018 - 28. dubna 2020        | Džansuch Nanba 30. dubna 2018 - 28. dubna 2020        | Džansuch Nanba 30. dubna 2018 - 28. dubna 2020     | Džansuch Nanba 30. dubna 2018 - 28. dubna 2020      |
| Místopředsedové vlády                                                                                           | Suren Kerseljan 15. října 2014 – 8. dubna 2015      | Suren Kerseljan 15. října 2014 – 8. dubna 2015      | Suren Kerseljan 15. října 2014 – 8. dubna 2015      | funkce neobsazena                                   | funkce neobsazena                                   | funkce neobsazena                                  | Beslan Ešba 12. srpna 2016 - 23. ledna 2018           | Beslan Ešba 12. srpna 2016 - 23. ledna 2018           | Beslan Ešba 12. srpna 2016 - 23. ledna 2018           | funkce neobsazena                                     | Roman Šoua 30. dubna 2018 - 28. října 2019            | Roman Šoua 30. dubna 2018 - 28. října 2019            | Roman Šoua 30. dubna 2018 - 28. října 2019            | Adgur Ardzinba 28. října 2019 - 4. května 2020     | Adgur Ardzinba 28. října 2019 - 4. května 2020      |
| Místopředsedové vlády                                                                                           | funkce neobsazena                                   | funkce neobsazena                                   | funkce neobsazena                                   | funkce neobsazena                                   | funkce neobsazena                                   | funkce neobsazena                                  | Aslan Kobachija 16. srpna 2016 - 12. října 2017?      | Aslan Kobachija 16. srpna 2016 - 12. října 2017?      | Aslan Kobachija 16. srpna 2016 - 12. října 2017?      | funkce neobsazena                                     | Astamur Kecba 30. dubna 2018 - 28. října 2019         | Astamur Kecba 30. dubna 2018 - 28. října 2019         | Astamur Kecba 30. dubna 2018 - 28. října 2019         | funkce neobsazena                                  | funkce neobsazena                                   |
| Ředitel personálního odboru                                                                                     | Lejla Dzybová od 22. října 2014 – 2015?             | Lejla Dzybová od 22. října 2014 – 2015?             | Lejla Dzybová od 22. října 2014 – 2015?             | Diana Pilijová 26. května 2015 - 10. února 2017     | Diana Pilijová 26. května 2015 - 10. února 2017     | Diana Pilijová 26. května 2015 - 10. února 2017    | Diana Pilijová 26. května 2015 - 10. února 2017       | Diana Pilijová 26. května 2015 - 10. února 2017       | Diana Pilijová 26. května 2015 - 10. února 2017       | Zurab Maršanija 10. února - 4. září 2017              | David Sangulija 4. září 2017 - 22. července 2020      | David Sangulija 4. září 2017 - 22. července 2020      | David Sangulija 4. září 2017 - 22. července 2020      | David Sangulija 4. září 2017 - 22. července 2020   | David Sangulija 4. září 2017 - 22. července 2020    |
| Ministři vlády:                                                                                                 |                                                     |                                                     |                                                     |                                                     |                                                     |                                                    |                                                       |                                                       |                                                       |                                                       |                                                       |                                                       |                                                       |                                                    |                                                     |
| Ministr obrany                                                                                                  | Mirab Kišmarija 15. října 2014 - 1. června 2020     | Mirab Kišmarija 15. října 2014 - 1. června 2020     | Mirab Kišmarija 15. října 2014 - 1. června 2020     | Mirab Kišmarija 15. října 2014 - 1. června 2020     | Mirab Kišmarija 15. října 2014 - 1. června 2020     | Mirab Kišmarija 15. října 2014 - 1. června 2020    | Mirab Kišmarija 15. října 2014 - 1. června 2020       | Mirab Kišmarija 15. října 2014 - 1. června 2020       | Mirab Kišmarija 15. října 2014 - 1. června 2020       | Mirab Kišmarija 15. října 2014 - 1. června 2020       | Mirab Kišmarija 15. října 2014 - 1. června 2020       | Mirab Kišmarija 15. října 2014 - 1. června 2020       | Mirab Kišmarija 15. října 2014 - 1. června 2020       | Mirab Kišmarija 15. října 2014 - 1. června 2020    | Mirab Kišmarija 15. října 2014 - 1. června 2020     |
| Ministr vnitra                                                                                                  | Raul Lolua 15. října 2014 – 14. května 2015         | Raul Lolua 15. října 2014 – 14. května 2015         | Raul Lolua 15. října 2014 – 14. května 2015         | Beslan Chagba 14. května - 9. října 2015            | Leonid Dzapšba 9. října 2015 - 16. srpna 2016       | Leonid Dzapšba 9. října 2015 - 16. srpna 2016      | Aslan Kobachija 16. srpna 2016 - 12. října 2017?      | Aslan Kobachija 16. srpna 2016 - 12. října 2017?      | Aslan Kobachija 16. srpna 2016 - 12. října 2017?      | Garri Aršba 12. října 2017 - 2. prosince 2019         | Garri Aršba 12. října 2017 - 2. prosince 2019         | Garri Aršba 12. října 2017 - 2. prosince 2019         | Garri Aršba 12. října 2017 - 2. prosince 2019         | Levan Kvaracchelija 2. - 4. prosince 2019          | Raul Smyr 4. prosince 2019 - 30. dubna 2020         |
| Ministr zahraničí                                                                                               | Vjačeslav Čirikba 17. října 2014 - 20. září 2016    | Vjačeslav Čirikba 17. října 2014 - 20. září 2016    | Vjačeslav Čirikba 17. října 2014 - 20. září 2016    | Vjačeslav Čirikba 17. října 2014 - 20. září 2016    | Vjačeslav Čirikba 17. října 2014 - 20. září 2016    | Oleg Aršba 20. září - 4. října 2016                | Daur Kove 4. října 2016 - 15. července 2020           | Daur Kove 4. října 2016 - 15. července 2020           | Daur Kove 4. října 2016 - 15. července 2020           | Daur Kove 4. října 2016 - 15. července 2020           | Daur Kove 4. října 2016 - 15. července 2020           | Daur Kove 4. října 2016 - 15. července 2020           | Daur Kove 4. října 2016 - 15. července 2020           | Daur Kove 4. října 2016 - 15. července 2020        | Daur Kove 4. října 2016 - 15. července 2020         |
| Ministr spravedlnosti                                                                                           | Marina Pilijová 17. října 2014 - 6. července 2020   | Marina Pilijová 17. října 2014 - 6. července 2020   | Marina Pilijová 17. října 2014 - 6. července 2020   | Marina Pilijová 17. října 2014 - 6. července 2020   | Marina Pilijová 17. října 2014 - 6. července 2020   | Marina Pilijová 17. října 2014 - 6. července 2020  | Marina Pilijová 17. října 2014 - 6. července 2020     | Marina Pilijová 17. října 2014 - 6. července 2020     | Marina Pilijová 17. října 2014 - 6. července 2020     | Marina Pilijová 17. října 2014 - 6. července 2020     | Marina Pilijová 17. října 2014 - 6. července 2020     | Marina Pilijová 17. října 2014 - 6. července 2020     | Marina Pilijová 17. října 2014 - 6. července 2020     | Marina Pilijová 17. října 2014 - 6. července 2020  | Marina Pilijová 17. října 2014 - 6. července 2020   |
| Ministr financí                                                                                                 | Amra Kvarandzijová 17. října 2014 - 12. srpna 2016  | Amra Kvarandzijová 17. října 2014 - 12. srpna 2016  | Amra Kvarandzijová 17. října 2014 - 12. srpna 2016  | Amra Kvarandzijová 17. října 2014 - 12. srpna 2016  | Amra Kvarandzijová 17. října 2014 - 12. srpna 2016  | Amra Kvarandzijová 17. října 2014 - 12. srpna 2016 | Dmitrij Serikov 12. srpna 2016 - 30. dubna 2018       | Dmitrij Serikov 12. srpna 2016 - 30. dubna 2018       | Dmitrij Serikov 12. srpna 2016 - 30. dubna 2018       | Dmitrij Serikov 12. srpna 2016 - 30. dubna 2018       | Dmitrij Serikov 12. srpna 2016 - 30. dubna 2018       | Dmitrij Serikov 12. srpna 2016 - 30. dubna 2018       | Džansuch Nanba 30. dubna 2018 - 28. dubna 2020        | Džansuch Nanba 30. dubna 2018 - 28. dubna 2020     | Džansuch Nanba 30. dubna 2018 - 28. dubna 2020      |
| Ministr hospodářství                                                                                            | Nikolaj Ačba 15. října 2014 – 8. dubna 2015         | Nikolaj Ačba 15. října 2014 – 8. dubna 2015         | Nikolaj Ačba 15. října 2014 – 8. dubna 2015         | Adgur Ardzinba 8. dubna 2015 - 4. května 2020       | Adgur Ardzinba 8. dubna 2015 - 4. května 2020       | Adgur Ardzinba 8. dubna 2015 - 4. května 2020      | Adgur Ardzinba 8. dubna 2015 - 4. května 2020         | Adgur Ardzinba 8. dubna 2015 - 4. května 2020         | Adgur Ardzinba 8. dubna 2015 - 4. května 2020         | Adgur Ardzinba 8. dubna 2015 - 4. května 2020         | Adgur Ardzinba 8. dubna 2015 - 4. května 2020         | Adgur Ardzinba 8. dubna 2015 - 4. května 2020         | Adgur Ardzinba 8. dubna 2015 - 4. května 2020         | Adgur Ardzinba 8. dubna 2015 - 4. května 2020      | Adgur Ardzinba 8. dubna 2015 - 4. května 2020       |
| Ministr daní a poplatků                                                                                         | funkce neobsazena                                   | funkce neobsazena                                   | funkce neobsazena                                   | Rauf Cimcba 8. dubna 2015 - 1. listopadu 2016       | Rauf Cimcba 8. dubna 2015 - 1. listopadu 2016       | Rauf Cimcba 8. dubna 2015 - 1. listopadu 2016      | Daur Kurmazia 1. listopadu 2016 - 30. dubna 2020      | Daur Kurmazia 1. listopadu 2016 - 30. dubna 2020      | Daur Kurmazia 1. listopadu 2016 - 30. dubna 2020      | Daur Kurmazia 1. listopadu 2016 - 30. dubna 2020      | Daur Kurmazia 1. listopadu 2016 - 30. dubna 2020      | Daur Kurmazia 1. listopadu 2016 - 30. dubna 2020      | Daur Kurmazia 1. listopadu 2016 - 30. dubna 2020      | Daur Kurmazia 1. listopadu 2016 - 30. dubna 2020   | Daur Kurmazia 1. listopadu 2016 - 30. dubna 2020    |
| Ministr zemědělství                                                                                             | Rafik Otyrba 15. října 2014 – 8. dubna 2015         | Rafik Otyrba 15. října 2014 – 8. dubna 2015         | Rafik Otyrba 15. října 2014 – 8. dubna 2015         | Timur Ešba 8. dubna 2015 - 24. srpna 2016           | Timur Ešba 8. dubna 2015 - 24. srpna 2016           | Timur Ešba 8. dubna 2015 - 24. srpna 2016          | Daur Tarba 24. srpna 2016 - 21. září 2018             | Daur Tarba 24. srpna 2016 - 21. září 2018             | Daur Tarba 24. srpna 2016 - 21. září 2018             | Daur Tarba 24. srpna 2016 - 21. září 2018             | Daur Tarba 24. srpna 2016 - 21. září 2018             | funkce neobsazena                                     | funkce neobsazena                                     | funkce neobsazena                                  | funkce neobsazena                                   |
| Ministr školství, vědy, sportu a mládeže od 30. března 2015: Ministr školství a vědy                            | Adgur Kakoba 15. října 2014 - 19. června 2020       | Adgur Kakoba 15. října 2014 - 19. června 2020       | Adgur Kakoba 15. října 2014 - 19. června 2020       | Adgur Kakoba 15. října 2014 - 19. června 2020       | Adgur Kakoba 15. října 2014 - 19. června 2020       | Adgur Kakoba 15. října 2014 - 19. června 2020      | Adgur Kakoba 15. října 2014 - 19. června 2020         | Adgur Kakoba 15. října 2014 - 19. června 2020         | Adgur Kakoba 15. října 2014 - 19. června 2020         | Adgur Kakoba 15. října 2014 - 19. června 2020         | Adgur Kakoba 15. října 2014 - 19. června 2020         | Adgur Kakoba 15. října 2014 - 19. června 2020         | Adgur Kakoba 15. října 2014 - 19. června 2020         | Adgur Kakoba 15. října 2014 - 19. června 2020      | Adgur Kakoba 15. října 2014 - 19. června 2020       |
| Ministr kultury a uchování historického a kulturního dědictví                                                   | Elvira Arsalijová 15. října 2014 - 5. června 2020   | Elvira Arsalijová 15. října 2014 - 5. června 2020   | Elvira Arsalijová 15. října 2014 - 5. června 2020   | Elvira Arsalijová 15. října 2014 - 5. června 2020   | Elvira Arsalijová 15. října 2014 - 5. června 2020   | Elvira Arsalijová 15. října 2014 - 5. června 2020  | Elvira Arsalijová 15. října 2014 - 5. června 2020     | Elvira Arsalijová 15. října 2014 - 5. června 2020     | Elvira Arsalijová 15. října 2014 - 5. června 2020     | Elvira Arsalijová 15. října 2014 - 5. června 2020     | Elvira Arsalijová 15. října 2014 - 5. června 2020     | Elvira Arsalijová 15. října 2014 - 5. června 2020     | Elvira Arsalijová 15. října 2014 - 5. června 2020     | Elvira Arsalijová 15. října 2014 - 5. června 2020  | Elvira Arsalijová 15. října 2014 - 5. června 2020   |
| Ministr zdravotnictví od 9. října 2019?: Ministr zdravotnictví a sociálních věcí                                | David Gunba 15 – 28. října 2014                     | Andzor Goov 28. října 2014 - 5. června 2017         | Andzor Goov 28. října 2014 - 5. června 2017         | Andzor Goov 28. října 2014 - 5. června 2017         | Andzor Goov 28. října 2014 - 5. června 2017         | Andzor Goov 28. října 2014 - 5. června 2017        | Andzor Goov 28. října 2014 - 5. června 2017           | Andzor Goov 28. října 2014 - 5. června 2017           | Andzor Goov 28. října 2014 - 5. června 2017           | Tamaz Cachnakija 5. června 2017 - 29. dubna 2020      | Tamaz Cachnakija 5. června 2017 - 29. dubna 2020      | Tamaz Cachnakija 5. června 2017 - 29. dubna 2020      | Tamaz Cachnakija 5. června 2017 - 29. dubna 2020      | Tamaz Cachnakija 5. června 2017 - 29. dubna 2020   | Tamaz Cachnakija 5. června 2017 - 29. dubna 2020    |
| Ministr práce a sociálních věcí                                                                                 | Suren Kerseljan 15. října 2014 - 23. srpna 2016     | Suren Kerseljan 15. října 2014 - 23. srpna 2016     | Suren Kerseljan 15. října 2014 - 23. srpna 2016     | Suren Kerseljan 15. října 2014 - 23. srpna 2016     | Suren Kerseljan 15. října 2014 - 23. srpna 2016     | Suren Kerseljan 15. října 2014 - 23. srpna 2016    | Ruslan Adžba 23. srpna 2016 - 28. října 2019          | Ruslan Adžba 23. srpna 2016 - 28. října 2019          | Ruslan Adžba 23. srpna 2016 - 28. října 2019          | Ruslan Adžba 23. srpna 2016 - 28. října 2019          | Ruslan Adžba 23. srpna 2016 - 28. října 2019          | Ruslan Adžba 23. srpna 2016 - 28. října 2019          | Ruslan Adžba 23. srpna 2016 - 28. října 2019          | funkce neobsazena                                  | funkce neobsazena                                   |
| Ministr pro mimořádné situace                                                                                   | Lev Kvicinija 17. října 2014 - 29. dubna 2020       | Lev Kvicinija 17. října 2014 - 29. dubna 2020       | Lev Kvicinija 17. října 2014 - 29. dubna 2020       | Lev Kvicinija 17. října 2014 - 29. dubna 2020       | Lev Kvicinija 17. října 2014 - 29. dubna 2020       | Lev Kvicinija 17. října 2014 - 29. dubna 2020      | Lev Kvicinija 17. října 2014 - 29. dubna 2020         | Lev Kvicinija 17. října 2014 - 29. dubna 2020         | Lev Kvicinija 17. října 2014 - 29. dubna 2020         | Lev Kvicinija 17. října 2014 - 29. dubna 2020         | Lev Kvicinija 17. října 2014 - 29. dubna 2020         | Lev Kvicinija 17. října 2014 - 29. dubna 2020         | Lev Kvicinija 17. října 2014 - 29. dubna 2020         | Lev Kvicinija 17. října 2014 - 29. dubna 2020      | Lev Kvicinija 17. října 2014 - 29. dubna 2020       |
| Ministr energetiky, dopravy a komunikací                                                                        | Viktor Chilčevskij 15. října 2014 - 30. března 2015 | Viktor Chilčevskij 15. října 2014 - 30. března 2015 | Viktor Chilčevskij 15. října 2014 - 30. března 2015 | funkce neobsazena                                   | funkce neobsazena                                   | funkce neobsazena                                  | funkce neobsazena                                     | funkce neobsazena                                     | funkce neobsazena                                     | funkce neobsazena                                     | funkce neobsazena                                     | funkce neobsazena                                     | funkce neobsazena                                     | funkce neobsazena                                  | funkce neobsazena                                   |
| Ministr rekreace a cestovního ruchu                                                                             | funkce neobsazena                                   | funkce neobsazena                                   | Avtandil Garckija 13. března 2015 - 28. října 2019  | Avtandil Garckija 13. března 2015 - 28. října 2019  | Avtandil Garckija 13. března 2015 - 28. října 2019  | Avtandil Garckija 13. března 2015 - 28. října 2019 | Avtandil Garckija 13. března 2015 - 28. října 2019    | Avtandil Garckija 13. března 2015 - 28. října 2019    | Avtandil Garckija 13. března 2015 - 28. října 2019    | Avtandil Garckija 13. března 2015 - 28. října 2019    | Avtandil Garckija 13. března 2015 - 28. října 2019    | Avtandil Garckija 13. března 2015 - 28. října 2019    | Avtandil Garckija 13. března 2015 - 28. října 2019    | funkce neobsazena                                  | funkce neobsazena                                   |
| Ministr demografie a repatriace                                                                                 | funkce neobsazena                                   | funkce neobsazena                                   | funkce neobsazena                                   | funkce neobsazena                                   | funkce neobsazena                                   | funkce neobsazena                                  | funkce neobsazena                                     | funkce neobsazena                                     | funkce neobsazena                                     | funkce neobsazena                                     | funkce neobsazena                                     | funkce neobsazena                                     | funkce neobsazena                                     | Beslan Dbar 31. října 2019 - 29. dubna 2020        | Beslan Dbar 31. října 2019 - 29. dubna 2020         |
| Předsedové státních komisí a výborů:                                                                            |                                                     |                                                     |                                                     |                                                     |                                                     |                                                    |                                                       |                                                       |                                                       |                                                       |                                                       |                                                       |                                                       |                                                    |                                                     |
| Předseda státního výboru repatriace                                                                             | Chrips Džopva 21. října 2013 - 11. dubna 2015       | Chrips Džopva 21. října 2013 - 11. dubna 2015       | Chrips Džopva 21. října 2013 - 11. dubna 2015       | Vadim Charazija 11. dubna 2015 - 28. října 2019     | Vadim Charazija 11. dubna 2015 - 28. října 2019     | Vadim Charazija 11. dubna 2015 - 28. října 2019    | Vadim Charazija 11. dubna 2015 - 28. října 2019       | Vadim Charazija 11. dubna 2015 - 28. října 2019       | Vadim Charazija 11. dubna 2015 - 28. října 2019       | Vadim Charazija 11. dubna 2015 - 28. října 2019       | Vadim Charazija 11. dubna 2015 - 28. října 2019       | Vadim Charazija 11. dubna 2015 - 28. října 2019       | Vadim Charazija 11. dubna 2015 - 28. října 2019       | funkce neobsazena                                  | funkce neobsazena                                   |
| Předseda státního výboru ekologie a přírody                                                                     | Saveli Čitanava 21. října 2014 - 28. října 2019     | Saveli Čitanava 21. října 2014 - 28. října 2019     | Saveli Čitanava 21. října 2014 - 28. října 2019     | Saveli Čitanava 21. října 2014 - 28. října 2019     | Saveli Čitanava 21. října 2014 - 28. října 2019     | Saveli Čitanava 21. října 2014 - 28. října 2019    | Saveli Čitanava 21. října 2014 - 28. října 2019       | Saveli Čitanava 21. října 2014 - 28. října 2019       | Saveli Čitanava 21. října 2014 - 28. října 2019       | Saveli Čitanava 21. října 2014 - 28. října 2019       | Saveli Čitanava 21. října 2014 - 28. října 2019       | Saveli Čitanava 21. října 2014 - 28. října 2019       | Saveli Čitanava 21. října 2014 - 28. října 2019       | funkce neobsazena                                  | funkce neobsazena                                   |
| Předseda Státního celního výboru                                                                                | Daur Kobachija 21. října 2014 - 28. října 2019      | Daur Kobachija 21. října 2014 - 28. října 2019      | Daur Kobachija 21. října 2014 - 28. října 2019      | Daur Kobachija 21. října 2014 - 28. října 2019      | Daur Kobachija 21. října 2014 - 28. října 2019      | Daur Kobachija 21. října 2014 - 28. října 2019     | Daur Kobachija 21. října 2014 - 28. října 2019        | Daur Kobachija 21. října 2014 - 28. října 2019        | Daur Kobachija 21. října 2014 - 28. října 2019        | Daur Kobachija 21. října 2014 - 28. října 2019        | Daur Kobachija 21. října 2014 - 28. října 2019        | Daur Kobachija 21. října 2014 - 28. října 2019        | Daur Kobachija 21. října 2014 - 28. října 2019        | Guram Inapšba 28. října 2019 - 22. července 2020   | Guram Inapšba 28. října 2019 - 22. července 2020    |
| Předseda Státního výboru rekreace a cestovního ruchu                                                            | funkce neobsazena                                   | funkce neobsazena                                   | funkce neobsazena                                   | funkce neobsazena                                   | funkce neobsazena                                   | funkce neobsazena                                  | funkce neobsazena                                     | funkce neobsazena                                     | funkce neobsazena                                     | funkce neobsazena                                     | funkce neobsazena                                     | funkce neobsazena                                     | funkce neobsazena                                     | Avtandil Garckija 31. října 2019 - 12. května 2020 | Avtandil Garckija 31. října 2019 - 12. května 2020  |
| Předseda Státního výboru zemědělství                                                                            | funkce neobsazena                                   | funkce neobsazena                                   | funkce neobsazena                                   | funkce neobsazena                                   | funkce neobsazena                                   | funkce neobsazena                                  | funkce neobsazena                                     | funkce neobsazena                                     | funkce neobsazena                                     | funkce neobsazena                                     | funkce neobsazena                                     | funkce neobsazena                                     | funkce neobsazena                                     | Amiran Kakalija 31. října 2019 - 19. června 2020   | Amiran Kakalija 31. října 2019 - 19. června 2020    |
| Předseda Státního výboru správy státního majetku a privatizace                                                  | Konstantin Kacija 23. října 2014 - 30. srpna 2016   | Konstantin Kacija 23. října 2014 - 30. srpna 2016   | Konstantin Kacija 23. října 2014 - 30. srpna 2016   | Konstantin Kacija 23. října 2014 - 30. srpna 2016   | Konstantin Kacija 23. října 2014 - 30. srpna 2016   | Konstantin Kacija 23. října 2014 - 30. srpna 2016  | Vachtang Pipija 30. srpna 2016 - 22. července 2020    | Vachtang Pipija 30. srpna 2016 - 22. července 2020    | Vachtang Pipija 30. srpna 2016 - 22. července 2020    | Vachtang Pipija 30. srpna 2016 - 22. července 2020    | Vachtang Pipija 30. srpna 2016 - 22. července 2020    | Vachtang Pipija 30. srpna 2016 - 22. července 2020    | Vachtang Pipija 30. srpna 2016 - 22. července 2020    | Vachtang Pipija 30. srpna 2016 - 22. července 2020 | Vachtang Pipija 30. srpna 2016 - 22. července 2020  |
| Předseda Státního výboru norem a spotřebitelského a technického dohledu                                         | Erik Rštuni 23. října 2014 - 1. listopadu 2016      | Erik Rštuni 23. října 2014 - 1. listopadu 2016      | Erik Rštuni 23. října 2014 - 1. listopadu 2016      | Erik Rštuni 23. října 2014 - 1. listopadu 2016      | Erik Rštuni 23. října 2014 - 1. listopadu 2016      | Erik Rštuni 23. října 2014 - 1. listopadu 2016     | Achra Pačkorija 1. listopadu 2016 - 6. listopadu 2019 | Achra Pačkorija 1. listopadu 2016 - 6. listopadu 2019 | Achra Pačkorija 1. listopadu 2016 - 6. listopadu 2019 | Achra Pačkorija 1. listopadu 2016 - 6. listopadu 2019 | Achra Pačkorija 1. listopadu 2016 - 6. listopadu 2019 | Achra Pačkorija 1. listopadu 2016 - 6. listopadu 2019 | Achra Pačkorija 1. listopadu 2016 - 6. listopadu 2019 | Garik Samanba 6. listopadu 2019 - 27. května 2020  | Garik Samanba 6. listopadu 2019 - 27. května 2020   |
| Předseda Státního výboru politiky mládeže od 16. ledna 2020: Předseda Státního výboru politiky mládeže a sportu | funkce neobsazena                                   | funkce neobsazena                                   | funkce neobsazena                                   | Alias Avidzba 11. dubna 2015 - 12. září 2017        | Alias Avidzba 11. dubna 2015 - 12. září 2017        | Alias Avidzba 11. dubna 2015 - 12. září 2017       | Alias Avidzba 11. dubna 2015 - 12. září 2017          | Alias Avidzba 11. dubna 2015 - 12. září 2017          | Alias Avidzba 11. dubna 2015 - 12. září 2017          | Alias Avidzba 11. dubna 2015 - 12. září 2017          | Teimuraz Kvekveskiri 12. září 2017 - 16. ledna 2020   | Teimuraz Kvekveskiri 12. září 2017 - 16. ledna 2020   | Teimuraz Kvekveskiri 12. září 2017 - 16. ledna 2020   | Idris Kara-Osman-ogly 16. ledna - 30. ledna 2020   | Michail Pikanin 30. ledna - 21. května 2020         |
| Předseda Státního výboru tělesné výchovy a sportu                                                               | funkce neobsazena                                   | funkce neobsazena                                   | funkce neobsazena                                   | Bagrat Chutaba 11. dubna 2015 - 16. ledna 2020      | Bagrat Chutaba 11. dubna 2015 - 16. ledna 2020      | Bagrat Chutaba 11. dubna 2015 - 16. ledna 2020     | Bagrat Chutaba 11. dubna 2015 - 16. ledna 2020        | Bagrat Chutaba 11. dubna 2015 - 16. ledna 2020        | Bagrat Chutaba 11. dubna 2015 - 16. ledna 2020        | Bagrat Chutaba 11. dubna 2015 - 16. ledna 2020        | Bagrat Chutaba 11. dubna 2015 - 16. ledna 2020        | Bagrat Chutaba 11. dubna 2015 - 16. ledna 2020        | Bagrat Chutaba 11. dubna 2015 - 16. ledna 2020        | Bagrat Chutaba 11. dubna 2015 - 16. ledna 2020     | funkce neobsazena                                   |
| Předseda Státního výboru jazykové politiky                                                                      | funkce neobsazena                                   | funkce neobsazena                                   | funkce neobsazena                                   | funkce neobsazena                                   | funkce neobsazena                                   | funkce neobsazena                                  | Nurbej Lomija 5. září 2016 - 6. listopadu 2019        | Nurbej Lomija 5. září 2016 - 6. listopadu 2019        | Nurbej Lomija 5. září 2016 - 6. listopadu 2019        | Nurbej Lomija 5. září 2016 - 6. listopadu 2019        | Nurbej Lomija 5. září 2016 - 6. listopadu 2019        | Nurbej Lomija 5. září 2016 - 6. listopadu 2019        | Nurbej Lomija 5. září 2016 - 6. listopadu 2019        | Batal Chaguš 6. listopadu 2019 - 19. června 2020   | Batal Chaguš 6. listopadu 2019 - 19. června 2020    |
| Předseda Státního statistického výboru                                                                          | funkce neobsazena                                   | funkce neobsazena                                   | funkce neobsazena                                   | funkce neobsazena                                   | funkce neobsazena                                   | funkce neobsazena                                  | funkce neobsazena                                     | funkce neobsazena                                     | funkce neobsazena                                     | funkce neobsazena                                     | funkce neobsazena                                     | funkce neobsazena                                     | funkce neobsazena                                     | Kama Gogijová 6. listopadu 2019 - 20. května 2020  | Kama Gogijová 6. listopadu 2019 - 20. května 2020   |